# Android (system operacyjny)

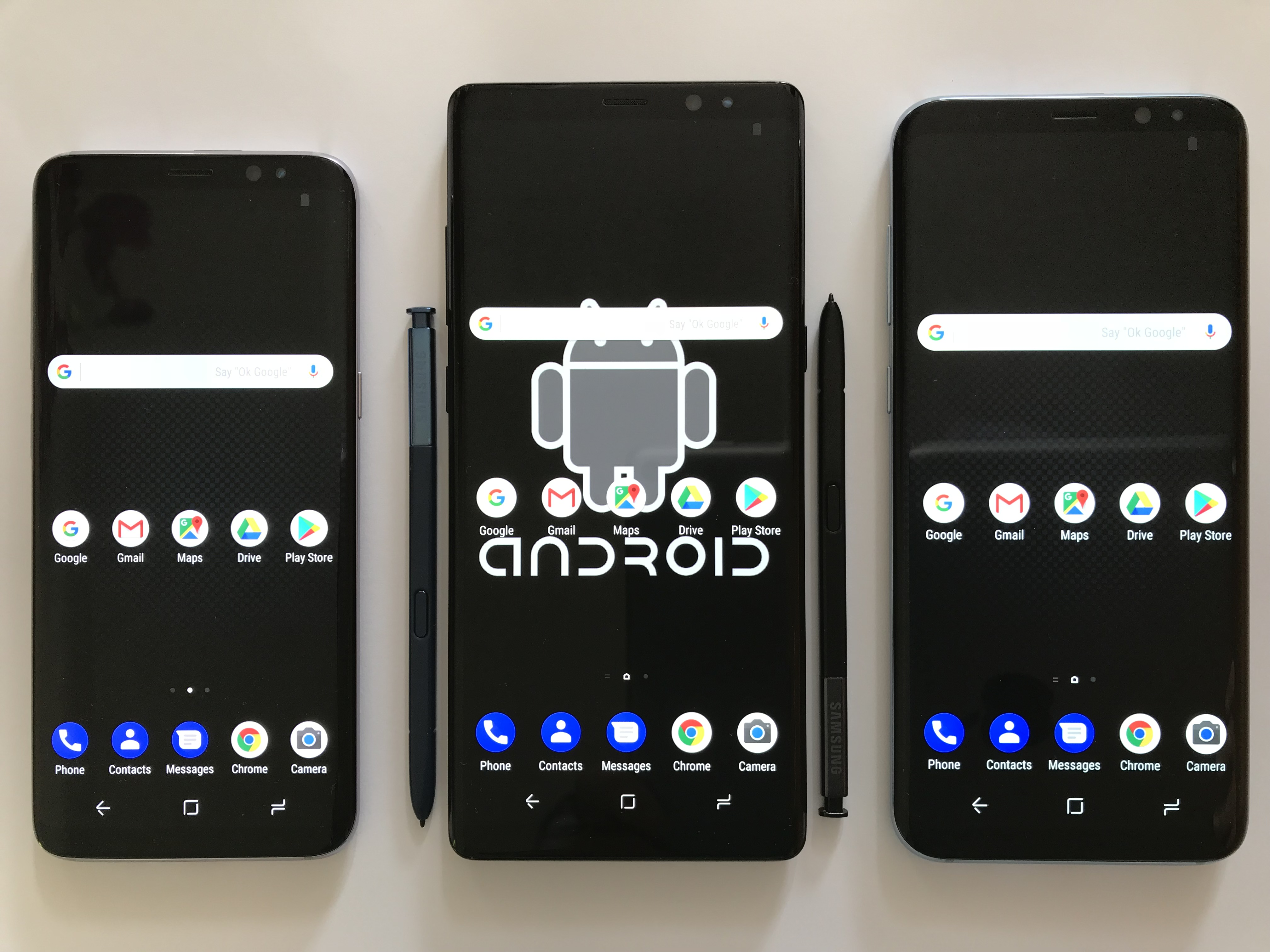
Google Android

Android – system operacyjny z jądrem bazującym na Linuksie dla urządzeń mobilnych takich jak telefony komórkowe, smartfony, tablety (tablety PC) i netbooki. W 2013 roku był najpopularniejszym systemem mobilnym na świecie.
Główna część systemu jest otwartym oraz wolnym oprogramowaniem. Projekt ten nazywany jest Android Open Source Project (AOSP). W skład projektu wchodzą jądro oraz niektóre inne komponenty, które zaadaptowano do Androida. Opublikowane zostały one na licencji Apache 2.0 oraz GNU GPL (samo jądro Linux). Android nie zawiera natomiast kodu pochodzącego z projektu GNU. Cecha ta odróżnia Androida od wielu innych istniejących obecnie dystrybucji Linuksa. Początkowo był rozwijany przez firmę Android Inc. (kupioną później przez Google), następnie przeszedł pod skrzydła Open Handset Alliance.
Android zrzesza przy sobie dużą społeczność deweloperów piszących aplikacje, które poszerzają funkcjonalność urządzeń. W sierpniu 2014 było dla tego systemu dostępnych ponad 1,3 miliona aplikacji w Google Play (wcześniej Android Market).
Według danych serwisu StatCounter z kwietnia 2017 roku Android miał największe udziały na rynku systemów operacyjnych.

## Historia

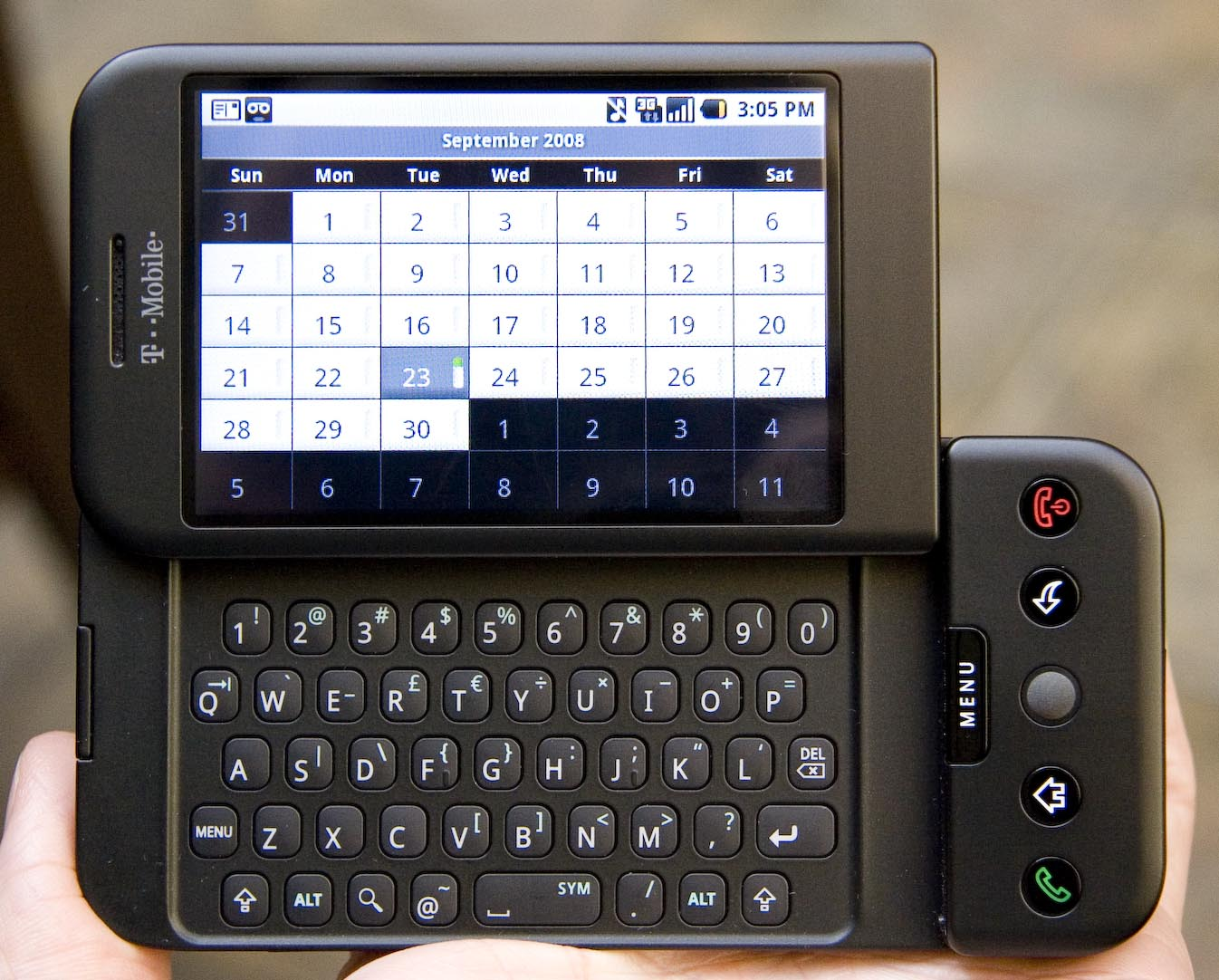
HTC Dream, pierwszy telefon pod kontrolą systemu Android

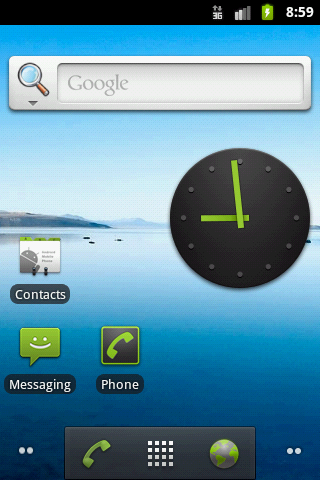
Android w wersji 2.3

### Kupno Android Inc. przez Google
W lipcu 2005 roku Google zakupiło Android Inc., niewielką firmę z Kalifornii.
Założyciele firmy, którzy zaczęli pracę w Google, to m.in. Andy Rubin (współzałożyciel firmy Danger), Rich Miner (współzałożyciel Wildfire Communications, firmy w 2000 roku przejętej przez Orange), Nick Sears (T-Mobile) i Chris White (jeden z pierwszych inżynierów w WebTV). Ówcześnie wiedziano o Android Inc. niewiele więcej niż to, że tworzą oprogramowanie dla urządzeń mobilnych. Zakup firmy przez Google spowodował powstanie plotek, jakoby firma Google zamierzała wejść na rynek urządzeń mobilnych, jednakże niejasne było, jaką funkcję zamierza przyjąć w ramach tego rynku.
Już w Google zespół pod kierownictwem Rubina stworzył system operacyjny dla urządzeń mobilnych, oparty na Linuksie, z myślą o wytwórcach sprzętu mobilnego i operatorach telefonii komórkowej. Google już wtedy dobrał sobie partnerów w świecie sprzętu komputerowego i oprogramowania oraz zasygnalizował operatorom komórkowym gotowość do współpracy.
W grudniu 2006 roku spekulacje na temat wejścia Google na rynek mobilny nasiliły się ponownie. Według doniesień BBC i The Wall Street Journal Google zmierza do udostępnienia „wyszukiwarki Google i aplikacji Google na urządzeniach mobilnych, każdego dnia pracując nad tym bardzo ciężko”. Media drukowane i internetowe zaczęły rozgłaszać plotki, jakoby Google pracował nad firmowanym przez siebie telefonem komórkowym (gPhone). Kolejne domniemania nasiliły się wraz z pogłoskami, że Google pracuje nad specyfikacją techniczną swojego rozwiązania i prezentuje prototypy wytwórcom urządzeń mobilnych oraz operatorom. Podobno, w sumie aż 30 prototypowych telefonów. Network World donosił, iż telefon Google to otwarty system operacyjny dla telefonów komórkowych, a nie konkretne urządzenia, jak iPhone. Phoronix donosił, że Google zamierza rozpocząć współpracę nad GPhone’em z OpenMoko, projektem mającym na celu stworzenie platformy dla urządzeń mobilnych całkowicie opartej na wolnym oprogramowaniu, m.in. jądrze Linux.

### Przyznane patenty i dokonane zgłoszenia patentowe
We wrześniu 2007 roku, InformationWeek donosił, że Google złożył kilka wniosków patentowych dotyczących telefonii mobilnej, zwracając uwagę, że nadejście gPhone’a jest bliskie. Kilka ważniejszych zgłoszeń patentowych dokonanych w Stanach Zjednoczonych:
- US Patent 6785566: Obudowa telefonu komórkowego
- US Patent 6982945: Przekaźnik radiowy
- US Patent 6829289: Wykorzystanie pseudolosowej funkcji Hadamarda w bezprzewodowych systemach CDMA
- US Patent Application 20070067329: Przeciążona sesja komunikacyjna
- US Patent Application 20070159522: Obrazkowa, kontekstowa reklama
- US Patent Application 20060004627: Reklamy dla urządzeń z funkcją telefonu
- US Patent Application 20050185060: Obrazkowe zapytania skierowane do wyszukiwarek, dla telefonów komórkowych wyposażonych w aparaty fotograficzne
- US Patent Application 20070066364: Aplikacje dla urządzeń mobilnych

Google dokonało także zgłoszenia patentowego dotyczącego systemu płatności dla telefonii komórkowej, co tym bardziej przekonywało o planach wprowadzenia gPhone’a. GPay, jak nazwano ów system płatności, miał pozwalać użytkownikowi na przeprowadzenie transakcji pieniężnej poprzez wysłanie specjalnego tekstu do usługi Google, zawierającego szczegóły transakcji. GPay skontaktowałby się wtedy z bankiem płacącego i bankiem beneficjenta w celu realizacji transakcji. Patent ów może nie zostać przyznany, ponieważ podobny otwarty projekt Aircash już istnieje.

### Założenie Open Handset Alliance
Dzisiejsze ogłoszenie jest ważniejsze niż jakikolwiek pojedynczy Google Phone, o którym prasa spekulowała przez ostatnie kilka tygodni. Naszą wizją jest wyposażenie w tę potężną platformę tysięcy różnych modeli telefonów.

5 listopada 2007 założono Open Handset Alliance – konsorcjum, w skład którego wchodzą m.in. Google, HTC, Intel, Motorola, Qualcomm, T-Mobile, Sprint Nextel oraz NVIDIA, z myślą o rozwoju otwartych standardów dla telefonii mobilnej. Wraz z ogłoszeniem powstania OHA zaprezentowano platformę Android. Eric Schmidt zdementował wszystkie poprzednie plotki na temat istnienia gPhone’a.
Tego samego dnia kilka firm (m.in. Microsoft, Nokia i Apple) niezrzeszonych w OHA zareagowało na jego powstanie.

## Rozwój

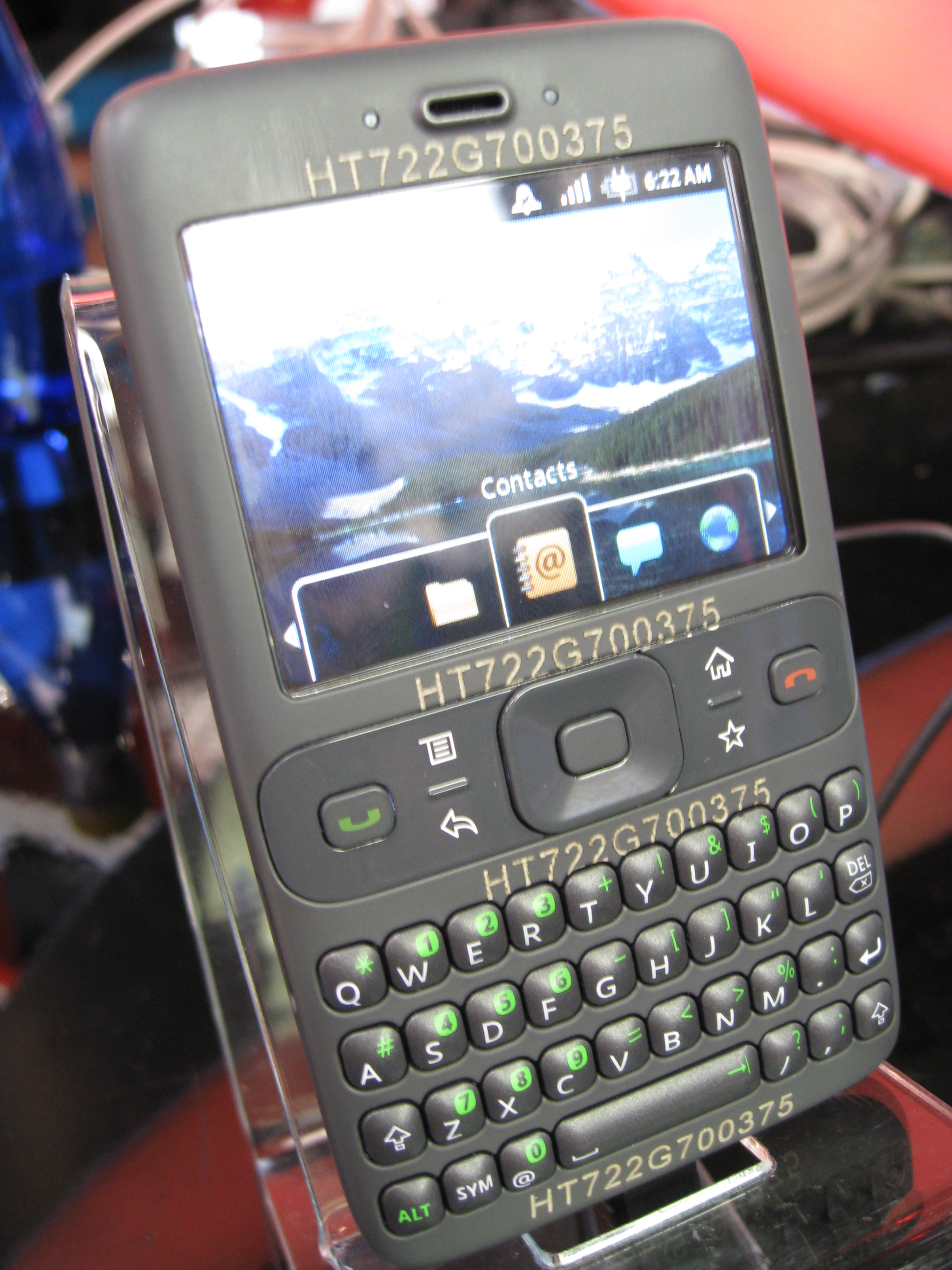
Jedno z pierwszych urządzeń prototypowych wyposażonych w Androida

12 listopada 2007 roku OHA opublikowało pierwszą wersję Android SDK, w którego skład wchodzą narzędzia programistyczne, debugger, biblioteki, emulator, dokumentacja, przykładowe projekty, tutoriale, FAQ i wiele innych. Programiści muszą zainstalować Android SDK na komputerze kompatybilnym z x86 z systemem Windows XP lub Vista, Mac OS X 10.4.8 (lub późniejszym), bądź GNU/Linux. SDK wymaga także Java Development Kit, Apache Ant i Pythona 2.2 (bądź późniejszego). Eclipse 3.2 (bądź późniejsze) jest jedynym oficjalnie obsługiwanym IDE dzięki wtyczce Android Development Tools Plugin, ale programiści mogą także używać narzędzi konsolowych w celu tworzenia i debugowania aplikacji na Androida.
Wrażenia programistów z użytkowania SDK jak dotąd były zróżnicowane. Narzekano między innymi na błędy, brak dokumentacji, niewłaściwą infrastrukturę jakości (QA) i brak publicznie dostępnego systemu raportowania błędów. Pomimo tego pierwsze aplikacje na Androida zaczęły się pojawiać już tydzień po opublikowaniu platformy. Pierwszą dostępną publicznie aplikacją był Wąż.
Google zaoferowało łącznie 10 milionów dolarów w ramach konkursu na najbardziej innowacyjne aplikacje przeznaczone dla systemu Android. Termin składania aplikacji w ramach konkursu upłynął 14 kwietnia 2008. Do tego czasu zgłoszono 1788 aplikacji z ponad 70 krajów. Najwięcej wpłynęło ich w ostatnich godzinach przed terminem – nawet do 170 aplikacji na godzinę.
W ramach Mobile World Congress 12 lutego 2008 Google zaprezentował co najmniej trzy działające prototypy wyposażone w Androida.
Pierwszym telefonem wyposażonym w system operacyjny stał się HTC Dream, w Polsce sprzedawany pod marką Era G1 przez sieć telekomunikacyjną Era (obecnie T-Mobile) od lutego 2009 roku.
Według badań z drugiego kwartału 2012 roku urządzenia z systemem Android stanowiły 64% światowego rynku tabletów i smartfonów. Każdego roku w okolicach sierpnia ma miejsce premiera nowej wersji systemu Android.

## Oprogramowanie

### Android Runtime
Android Runtime (ART) to środowisko uruchomieniowe systemu Android.

### Android Studio
Android Studio to środowisko programistyczne na platformę Android, zbudowane na podstawie oprogramowania IntelliJ IDEA od JetBrains.

### Android SDK
Android SDK (Android Software Development Kit) to zestaw narzędzi (SDK) dla programistów przeznaczony do tworzenia aplikacji na platformę Android.

### Android System Recovery
Android System Recovery to narzędzie do zarządzania systemem Android, jest ono dostarczane fabrycznie. Najczęściej używane w przypadku awarii. Wywołuje się je podczas uruchamiania za pomocą kombinacji klawiszy fizycznych na smartfonie. Często jest używane do resetowania do ustawień fabrycznych.
Wybieranie opcji odbywa się tu za pomocą klawiszy głośności.
Opis funkcji

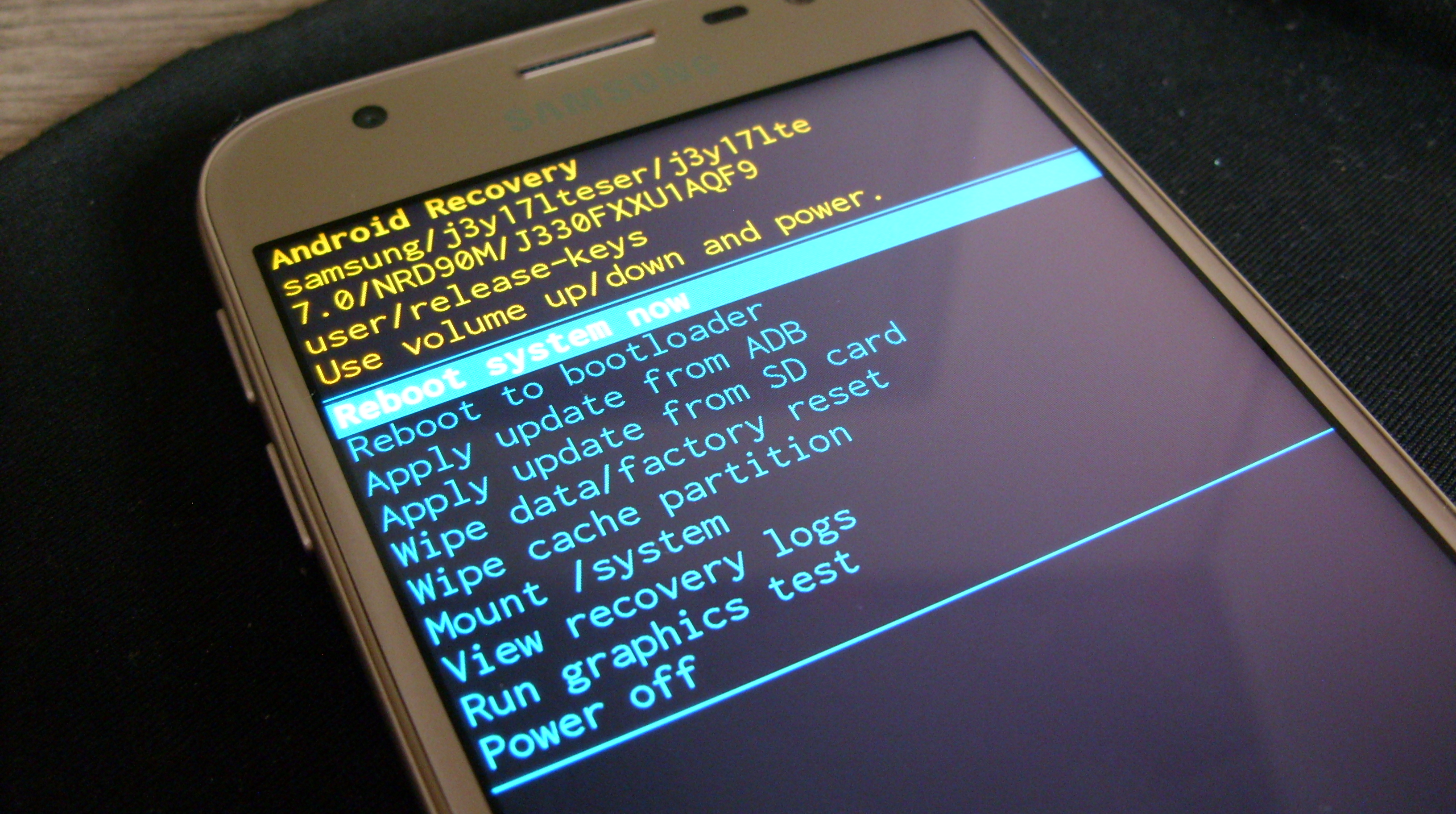
Tryb recovery na smartfonie Samsung Galaxy J3 2017

- Reboot system now - po wybraniu tej funkcji system ponownie się uruchamia
- Apply update from external storage/ADB - Instalacja paczki zip (najczęściej z aktualizacją) z karty SD/ADB
- Wipe data/factory reset - przywracanie systemu do ustawień fabrycznych
- Wipe cache partition - formatowanie partycji cache

## Aplikacje
System pozwala na korzystanie z usług Google, w tym niektórych dedykowanych specjalnie na Androida:
- Google Allo
- Asystent Google
- Google Beam
- Dokumenty Google
- Google Duo
- Dysk Google
- Google Earth
- Google Family Link
- Gmail
- Google Hangouts
- Google Home
- Kalendarz Google
- Google Keep
- Mapy Google
- Google Pay
- Google Play
- Wyszukiwarka Google
- YouTube
- Zdjęcia Google

## Urządzenia

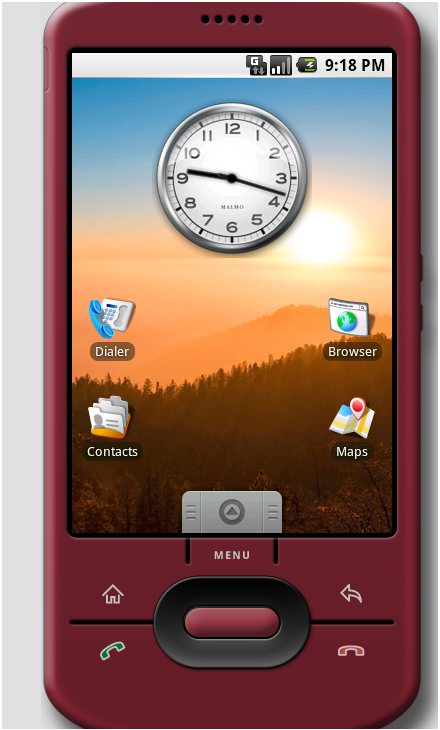
Emulacja urządzenia HTC G1

Pierwszym dostępnym w sprzedaży urządzeniem z systemem Android był G1 (znany też jako HTC Dream).
Przeważająca część urządzeń wyposażonych w ten system to urządzenia z ekranem dotykowym, w tym telefony komórkowe, tablety PC oraz czytniki książek elektronicznych. Planowane jest również wprowadzenie tego systemu dla urządzeń set-top box (patrz Google TV). Istnieją również konsole do gier (Nvidia Shield) oparte na Androidzie.